# Milton Acorn
Milton Acorn (30. března 1923 Charlottetown – 20. srpna 1986 Charlottetown) byl kanadský básník, novinář, spisovatel a dramatik, známý též pod přezdívkou „Lidový básník“. Jeho nejznámějšími díly jsou sbírky básní I've Tasted My Blood (1969) a The Island Means Minago (1975). Obdržel Canadian Poets Award (1970) a Governor General's Awards (1976).

## Přehled děl
- 1956: In Love and Anger
- 1960: Against a League of Liars
- 1960: The Brain's the Target
- 1963: Jawbreakers
- 1969: I've Tasted My Blood
- 1971: I Shout Love and On Shaving Off His Beard
- 1972: More Poems for People
- 1975: The Island Means Minago
- 1977: The Road to Charlottetown (spolu s Cedricem Smithem)
- 1977: Jackpine Sonnets
- 1982: Captain Neal MacDougal & the Naked Goddess
- 1983: Dig Up My Heart
- 1986: Whiskey Jack HMS Press (Toronto)